# Carlos Lacamara
Carlos Lacamara (Havana, 11 november 1958) is een in Cuba geboren Amerikaans acteur.

## Biografie
Lacamara werd geboren in Havana, en in 1960 vluchtte hij met zijn familie uit Cuba naar Washington D.C. vanwege de Cubaanse revolutie. Hierna heeft hij nog in Puerto Rico en Californië gewoond, in Los Angeles heeft hij gestudeerd aan de Universiteit van Californië.
Lacamara begon in 1982 met acteren in de film Zapped!, hierna heeft hij nog meerdere rollen gespeeld in films en televisieseries.
Lacamara is getrouwd en heeft hieruit twee zonen.

## Filmografie

### Films
Uitgezonderd korte films.
- 2022 Diamond in the Rough - als Tío Jorge
- 2020 Holidate - als vader van Carly
- 2009 Waiting for Ophelia – als Honcho
- 2007 Bagboy – als Julio
- 2005 The World's Fasted Indian – als taxichauffeur
- 2001 The Mexican – als vertegenwoordiger van Mexicaanse autoverhuurder
- 1999 10 Things I Hate About You – als barkeeper
- 1997 The Apocalypse – als kapitein Bryant
- 1996 Independence Day – als radar bediende
- 1991 Ricochet – als Luis
- 1990 Faith – als Julio
- 1988 Police Story: The Watch Commander – als Cordova
- 1988 License to Drive – als tweede politieagent
- 1988 Side by Side – als verkoper
- 1987 Summer School – als strandwacht
- 1986 News to Eleven – als Tony Romero
- 1983 Carpool – als Tigo Rivera
- 1982 Honeyboy – als Pablo
- 1982 Zapped! – als oudere Barney

### Televisieseries
Uitgezonderd eenmalige gastrollen.
- 2022 The Garcias - als Ray Garcia - 20 afl.
- 2017 Suits - als Oscar Reyes - 2 afl.
- 2016 Major Crimes - als Martin Borja - 3 afl.
- 2016 Aquarius - als sergeant Navas - 5 afl.
- 2015-2016 Heroes Reborn - als pastoor Mauricio - 5 afl.
- 2013-2015 Mighty Med – als Dr. Horace Diaz – 32 afl.
- 2012 Awake – als Joaquin – 2 afl.
- 2010-2011 Zeke & Luther – als Dr. Chili Ricardo – 3 afl.
- 2010 Persons Unknown – als rechercheur Robert Gomez – 5 afl.
- 2010 Days of our Lives – als Dr. Carrillo – 3 afl.
- 2009 Desperate Housewives – als Dr. Hill – 2 afl.
- 2009 Connect with English – als Ramon Mendoza – 9 afl.
- 2006-2007 The Unit – als Luis Inez Reale – 2 afl.
- 2006-2007 Close to Home – als Dr. Schmidt – 7 afl.
- 2000-2004 The Brothers García – als Ray Garcia – 45 afl.
- 1997-1999 Silk Stalkings – als Ramone Ramirez – 6 afl.
- 1997 Beyond Belief: Fact or Fiction – als Clergman – 2 afl.
- 1991-1994 Nurses – als Paco Ortiz – 68 afl.
- 1988 Alf – als Doug Gould – 2 afl.
- 1986 Night Court – als Paco Chaconne – 2 afl.

- International Standard Name Identifier: 0000 0000 6274 0697
- Library of Congress Control Number: no2009094910
- Système universitaire de documentation: 254467679
- Virtual International Authority File: 90562172
- WorldCat: E39PBJkMFWQg8BvRbDvD8CvGpP